# 2018년 수크레주 지진
2018년 수크레주 지진은 2018년 8월 21일 베네수엘라 수크레주 카리아코 인근에서 일어난 Mw 7.3의 지진이다. 베네수엘라 기상청에선 규모 M6.3으로 추정했다. 이 지진은 베네수엘라의 수도인 카라카스 외에도 콜롬비아, 가이아나, 브라질, 콜롬비아, 그레나다, 도미니카, 바베이도스, 세인트빈센트 그레나딘, 세인트루이스, 트리니다드 토바고 등 여러 각국에서 진동을 느꼈다.
이 지진은 2주 전에 있었던 8월 7일의 콜롬비아 인근에 있었던 규모 M6.1, M5.8의 지진과 연관이 있는 것으로 추정된다.

## 같이 보기
- 베네수엘라의 지진
- 베네수엘라 위기